# Incrocio ferroviario

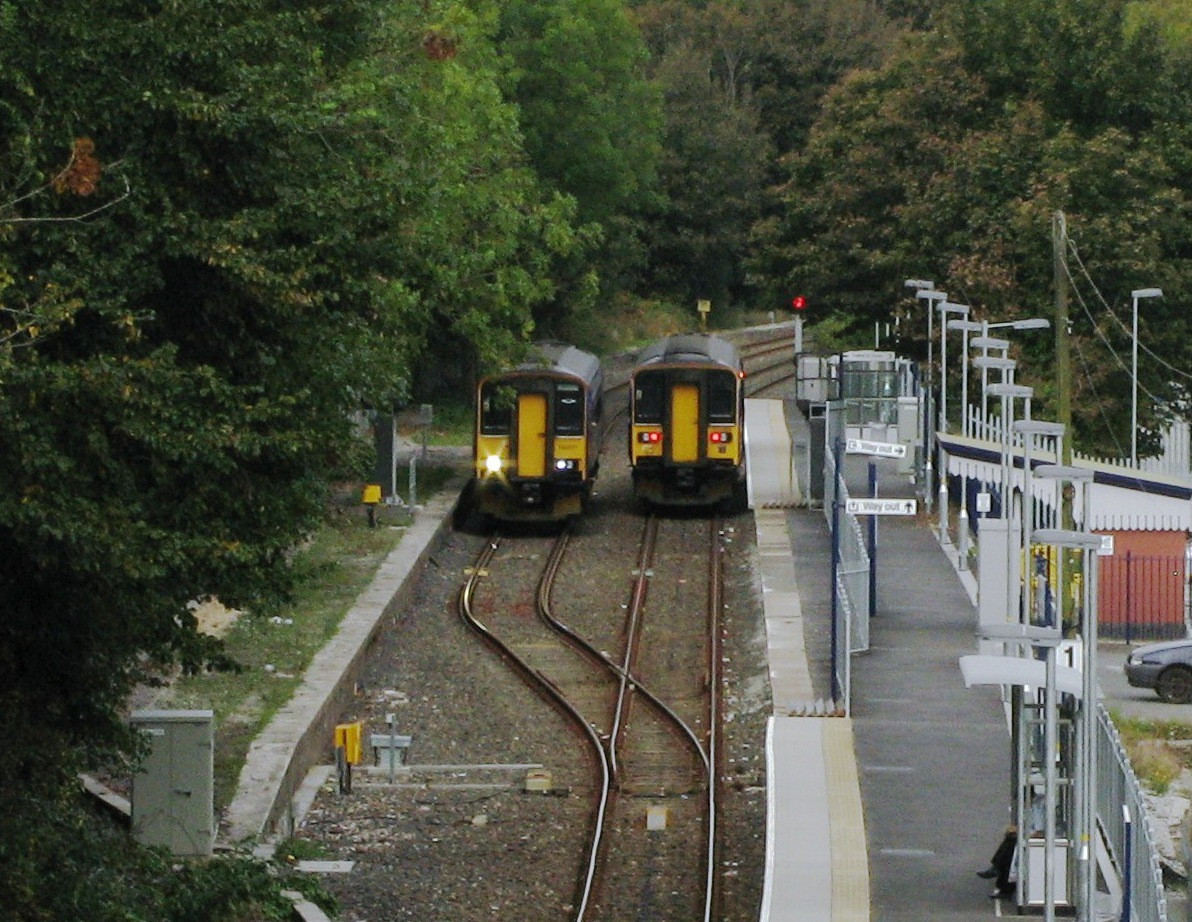
Un incrocio ferroviario in atto

Nella tecnica e nella regolamentazione delle ferrovie, con il termine incrocio si definisce un'operazione che avviene su un tratto ferroviario a semplice binario, quando due treni circolanti in senso opposto vengono ricevuti in opportuna stazione ferroviaria munita di uno o più binari deviati collegati da scambi.

## Caratteristiche
Sulle linee a semplice binario è necessario prevedere delle stazioni munite di deviatoi e di binari di raddoppio allo scopo di poter immettere in linea un sufficiente numero di treni. Quelli che viaggiano nello stesso senso si susseguono distanziati l'uno dall'altro. Quelli marcianti in senso contrario dovranno avere stabilita nell'orario di servizio la fermata in apposite stazioni, individuate mediante il grafico, ove attendere il treno che arriva in senso opposto. Il treno ripartirà solo dopo che sarà arrivato il treno incrociante previsto in orario.
Di solito il treno che arriva per primo viene ricevuto sul binario deviato (anche detto binario d'incrocio, e che può essere usato anche come binario di precedenza); tale binario spesso è appositamente munito di binario tronco di sicurezza in corrispondenza di ambo i punti di interscambio con il binario di corsa, onde indirizzarvi i rotabili che dovrebbero fermare o stazionare nel binario deviato, per prevenire che possano invece immettersi erroneamente in linea in caso di frenata lunga o altre anomalie.
Vengono poi predisposte a cura del Dirigente Movimento locale o del Dirigente Centrale Operativo le manovre dei deviatoi e dei segnali perché venga ricevuto, sul binario di corretto tracciato, il treno incrociante in senso opposto
L'insieme di tutte le procedure e di tutte le manovre eseguite costituisce quello che viene definito un incrocio fra treni. Tutti gli incroci tra treni ordinari e straordinari sono indicati nei fascicoli orario delle ferrovie e per essere spostati dalla stazione prevista ad altra stazione richiedono l'applicazione di precise procedure di sicurezza stabilite dai regolamenti ferroviari